# Myrmecaelurus pallidus
Myrmecaelurus pallidus is een insect uit de familie van de mierenleeuwen (Myrmeleontidae), die tot de orde netvleugeligen (Neuroptera) behoort. 
Myrmecaelurus pallidus is voor het eerst wetenschappelijk beschreven door Fraser in 1950.